# Delsbodräkten

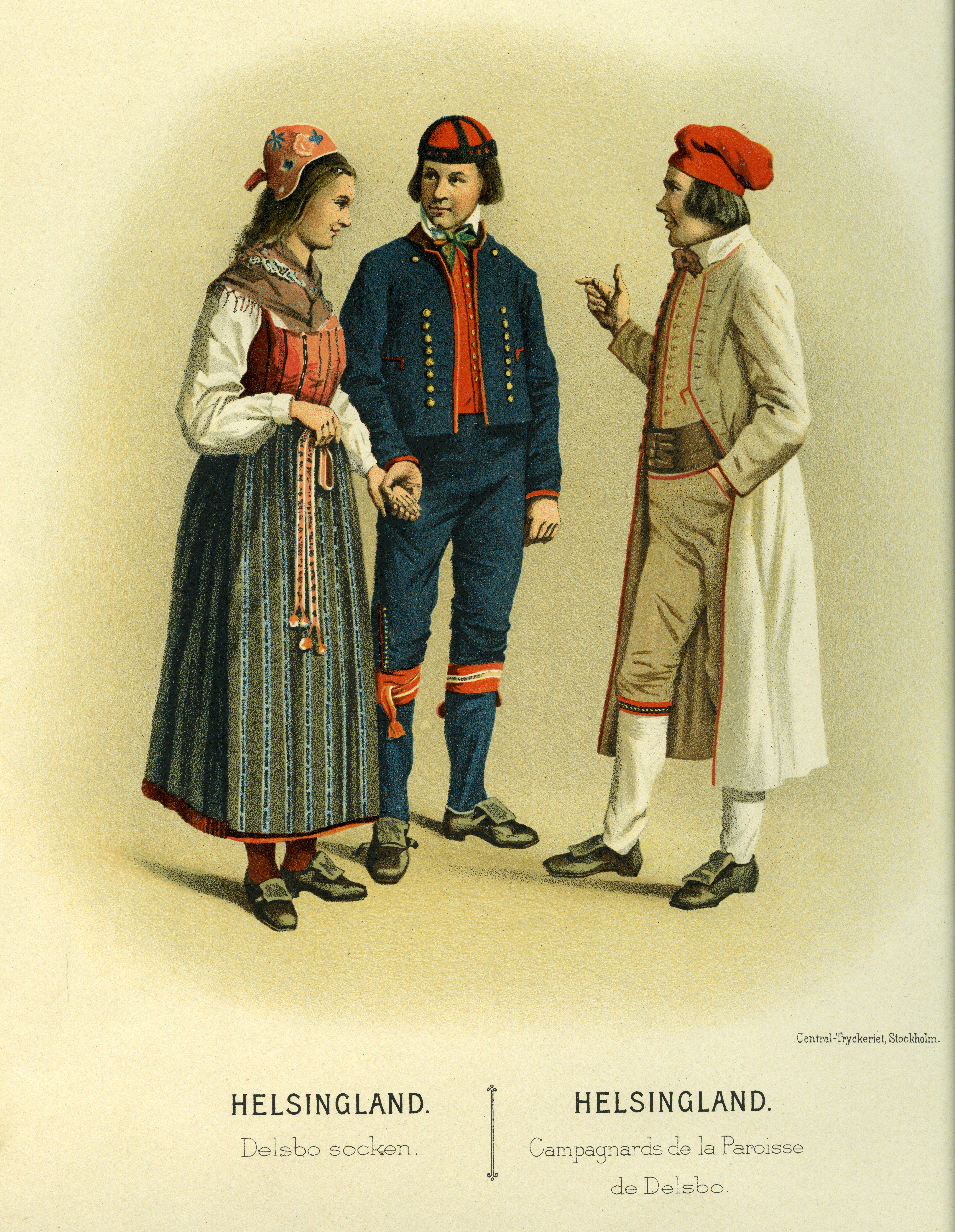
Thulstrup, Nordiska Drägter (1895) pl011 Delsbo socken, Hälsingland

Delsbodräkten är en folkdräkt (eller bygdedräkt) från Delsbo socken i Hälsingland. 
Till dräktens utmärkande drag kan räknas mönsterstickade tröjor, röda kjolkanter, samt männens kilmössa och kvinnornas svartluva.
Dräkterna från Delsbo socken har flera likheter med de från Bjuråkers socken. Båda har röda och randiga livstycken för kvinnor och män, vida skjorärmar och röda kjolkanter. Delsbodräktens skärningar är något modernare än Bjuråkersdräktens.  I båda socknarna levde sedvanan med bygdedräkt kvar längre än i resten av landskapet. I Delsbo socken bars kvinnodräkten ännu i samband med sekelskiftet 1900 och fortfarande under 1930-talet kunde kjolen ibland bäras till vardags.
Ett flertal bevarade dräkter finns i privat ägo, liksom i Nordiska museets och Delsbo hembygdsförenings samlingar. En större inventering skedde under 1980-talet i ett samarbete mellan Gävleborgs län, Delsbo hembygdsförening och lokalinvånare.

## Högtidsdräkt för man
Karaktäriseras av röda kantlister av kläde, vare sig dräkten är vit eller blå. Denna dräkt lär ha använts ännu vid 1800-talets mitt. Delar i dräkten:
- långrock - antingen grå, svart eller vit
- livstycke - av sämskat skinn eller vadmal och kläde i rött och blått. Även randiga livstycken bars av samma tyg som brukades till kvinnodräkten.
- byxor - av skinn, kläde eller blå vadmal
- krusskjorta - Med uppstående krage. Tillverkade av fästmö. Brudgumsskjorta var en nödvändig fästmögåva i Delsbo.
- halsduk -  av blommig kattun lindad två varv
- väst -  av sämskat skinn, rutad genom stickning samt röda kantlister, gula metallknappar och knapphål tränsade med rätt ullgarn. Detta skinnlivstycke kan bytas mot ett av röd vadmal eller kläde vilka då bar gröna klädeslister samt med grönt ullgarn tränsade knapphål
- livbälte - det förr allmänt brukade livbältet är av brunt läder med pressad ornering
- byxor -  av älghud med bred lucka. Skodd med röd klädeslist samt knäpps med gula metallknappar.
- livrock - lång och av vitt vadmal med röda klädeslister framtill samt runt ärmarna. Bär vita metallknappar samt med vitt linnegarn tränsade knapphål
- huvudbonad - toppmössa, stickad av rött ullgarn
- strumpor - sydda av vit vadmal brukades under lång tid i Delsbo. När det var riktigt fint utbyttes dessa mot så kallade svanskinnstrumpor av vitt kläde. På vanligt sätt stickande ullstrumpor har också burits.
- knäbälten och strumpeband - strumporna hälls upp med knäbälten av läder med röda kantremsor av kläde samt spännen, löpare och "tännlikor" av mässing. Istället för knäbälten brukades också konstfärdigt flätade strumpeband av ungefär två fingrars bredd. Strumpebanden tillverkades av ullgarn i flera färger och avslutas med yviga tofsar. Banden ska knytas så att tofsarna hänger ett stycke under smalbenet
- skor - i brunt skinn med överfallande plös samt bruna skinnremmar.

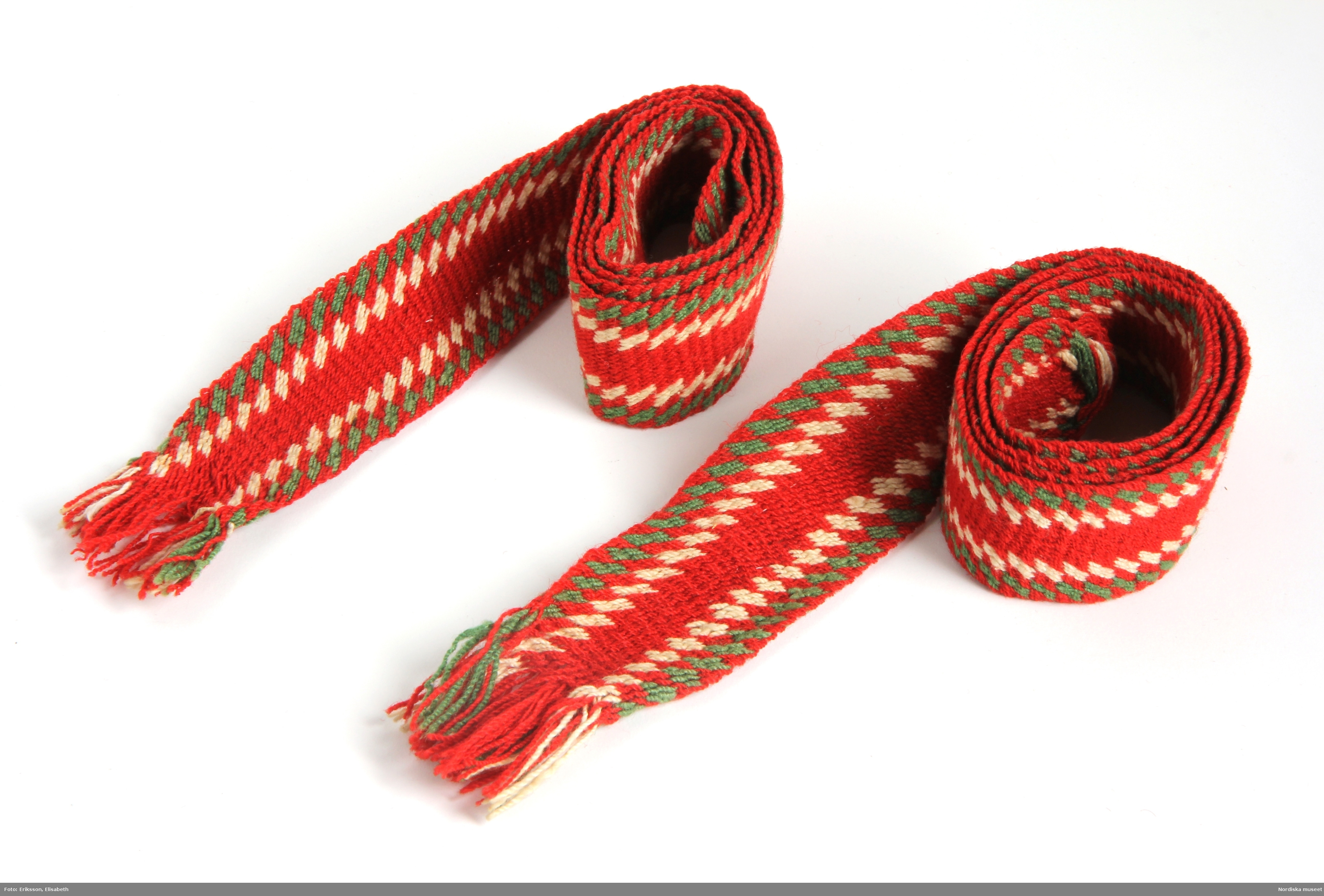
Strumpeband (pinnband) insamlade 1899 av Nordiska museet.

## Ungdomsdräkt, man
En helblå, ofta avbildad klädesdräkt, men kort jacka, röda lister samt blänkande gula metallknappar Denna dräkt lär kommit sent i bruk jämfört med högtidsdräkten.

## Skinnkyllerdräkten, man
Skinnkyllerdräkt är en dräktvariant från 1700-talet som länge bars av äldre män.
- kilmössa. Mörka användes av äldre män, röda av unga män. "De svarta kilmössorna av sammet som funnits i Delsbo skulle männen begravas i."[4]

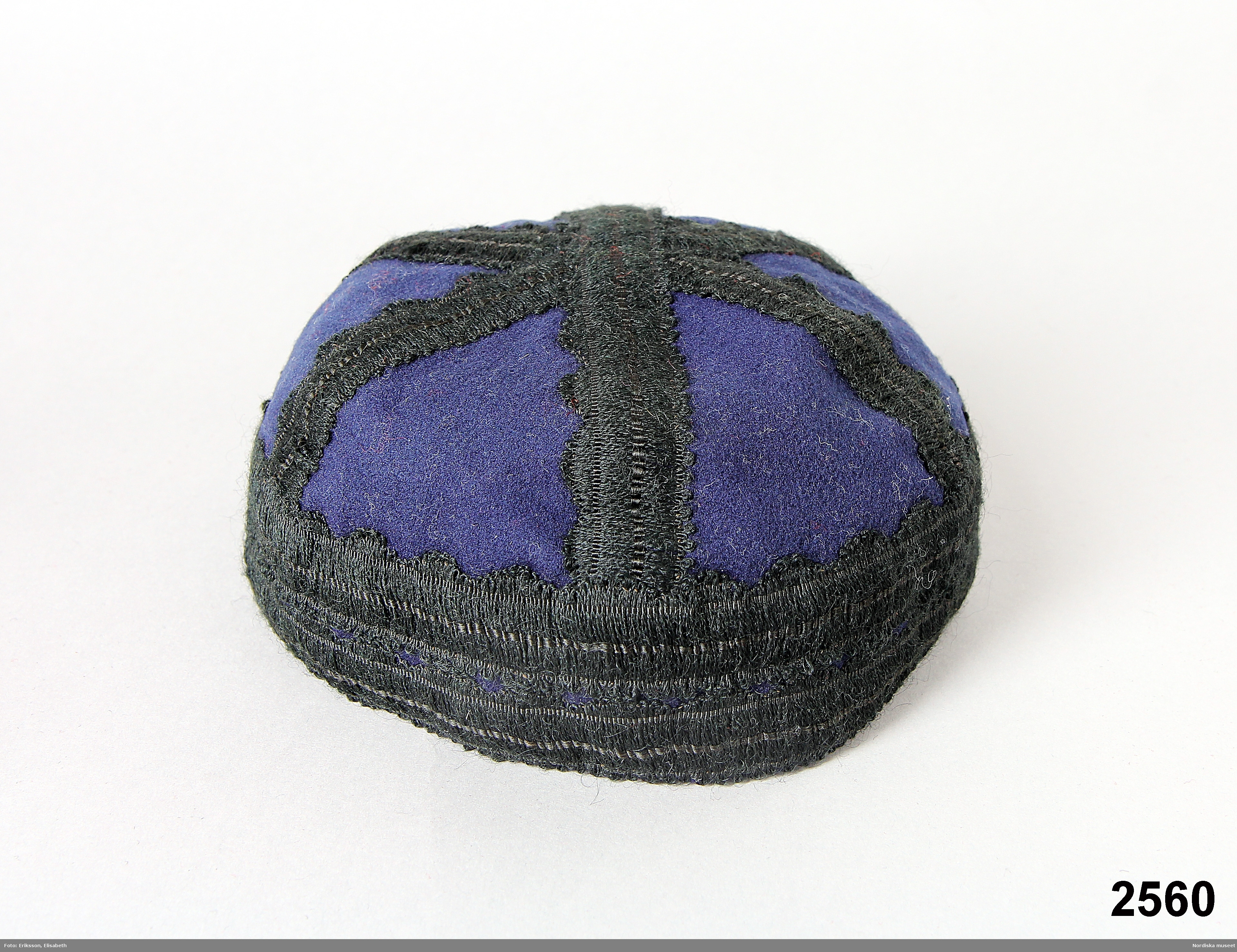
Kilmössa i mörkblått kläde.
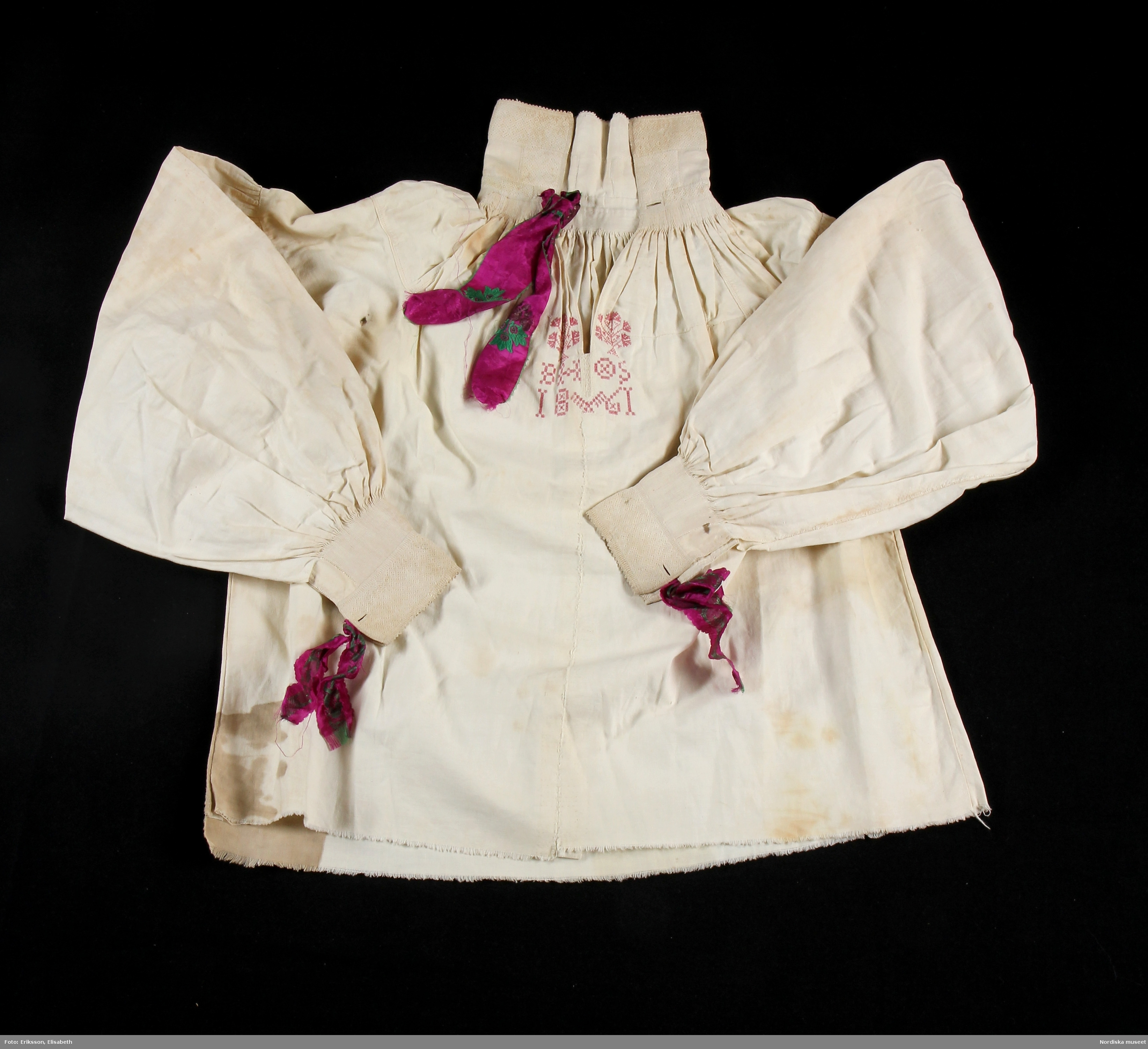
Skjorta till Skinnkyllerdräkten.
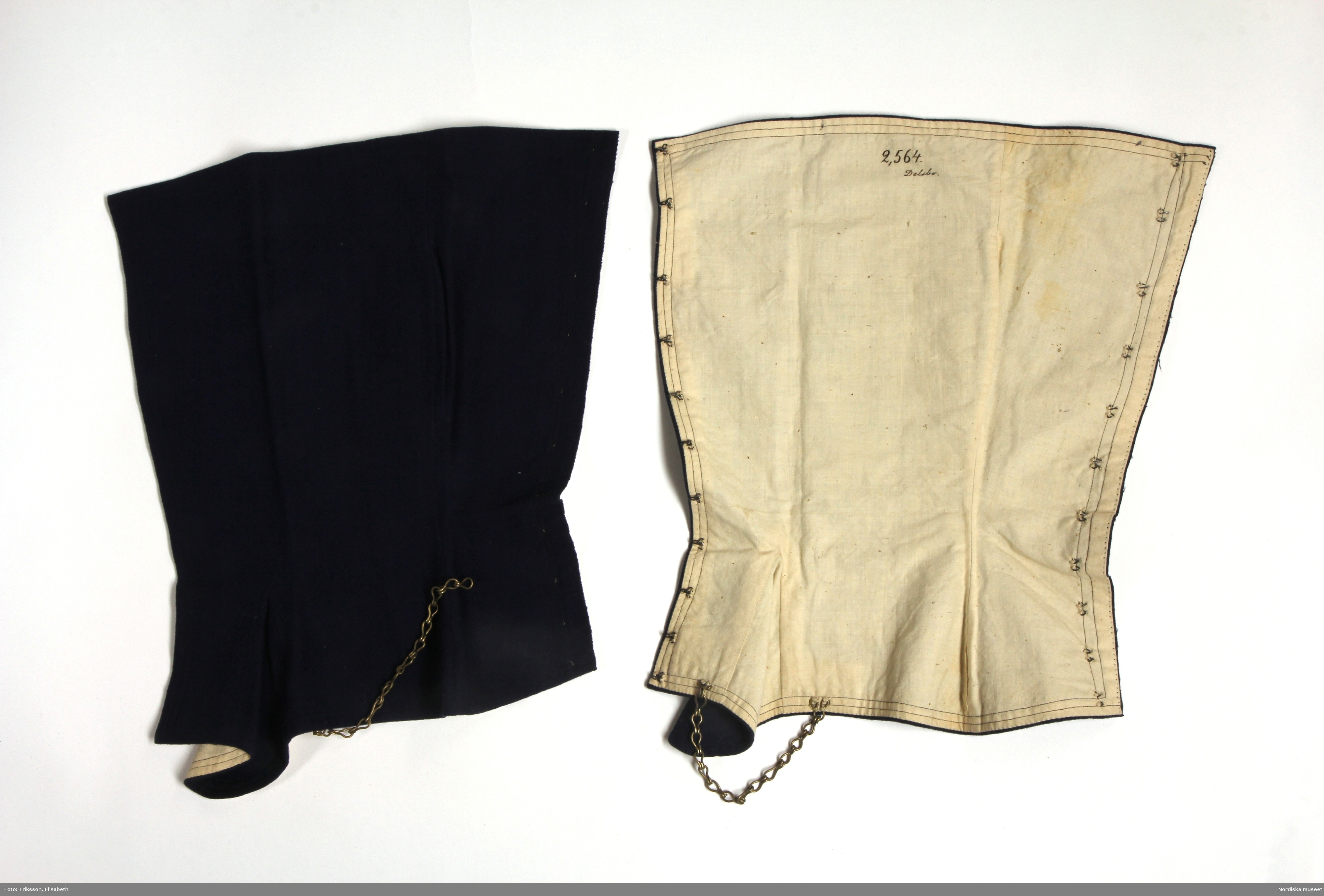
Blå damasker från Delsbo socken, "hörande till skinnkyllerdrägten".
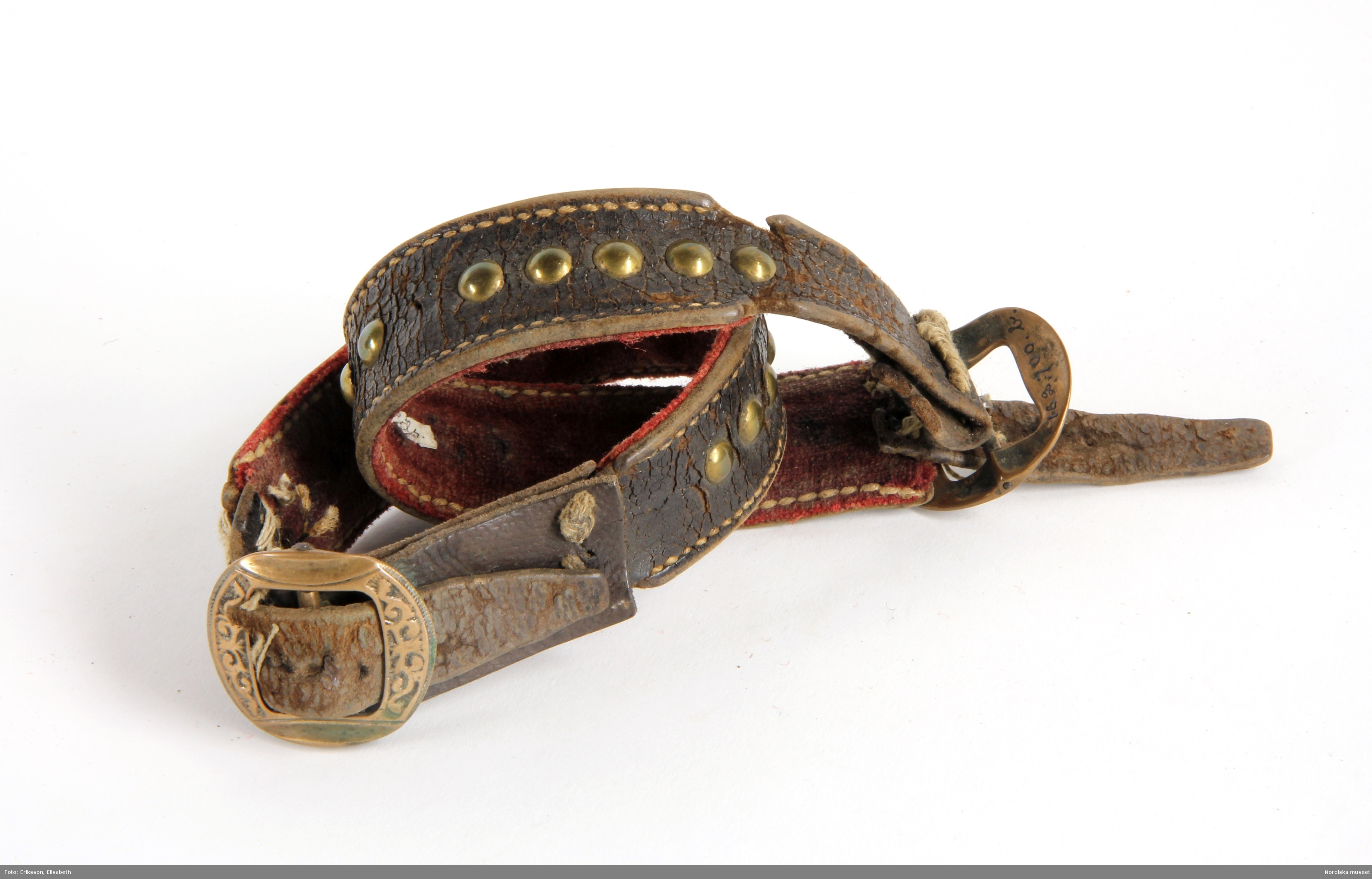
Knäbälten av en läderrem med kantremsor av rött kläde

## Kvinnodräkt
Delar i dräkten:
- kjolsäck
- svartluva. En typ av bindmössa utan känd motsvarighet i Sverige. Bars vintertid i kyrkan.[5]

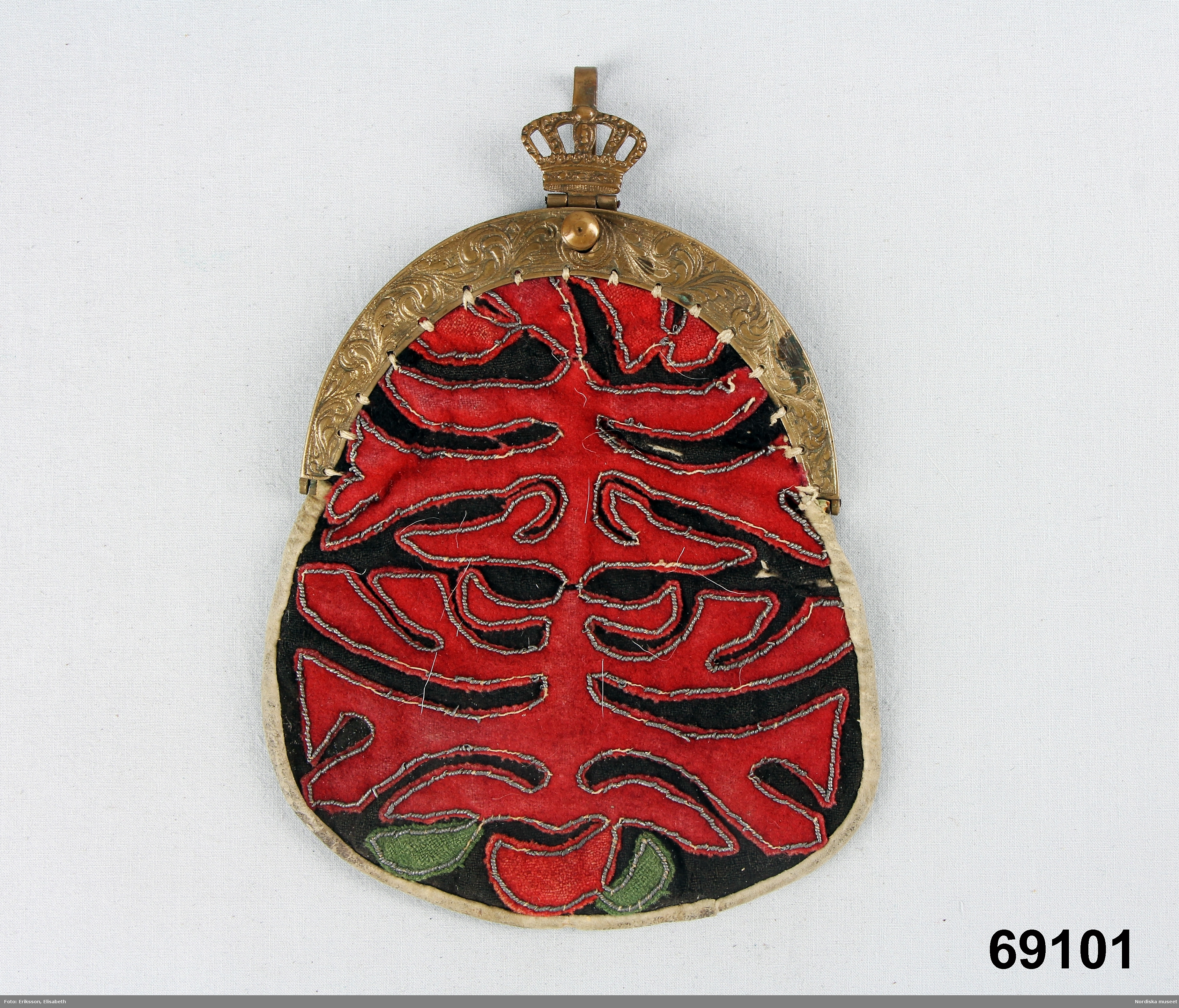
Kjolsäck
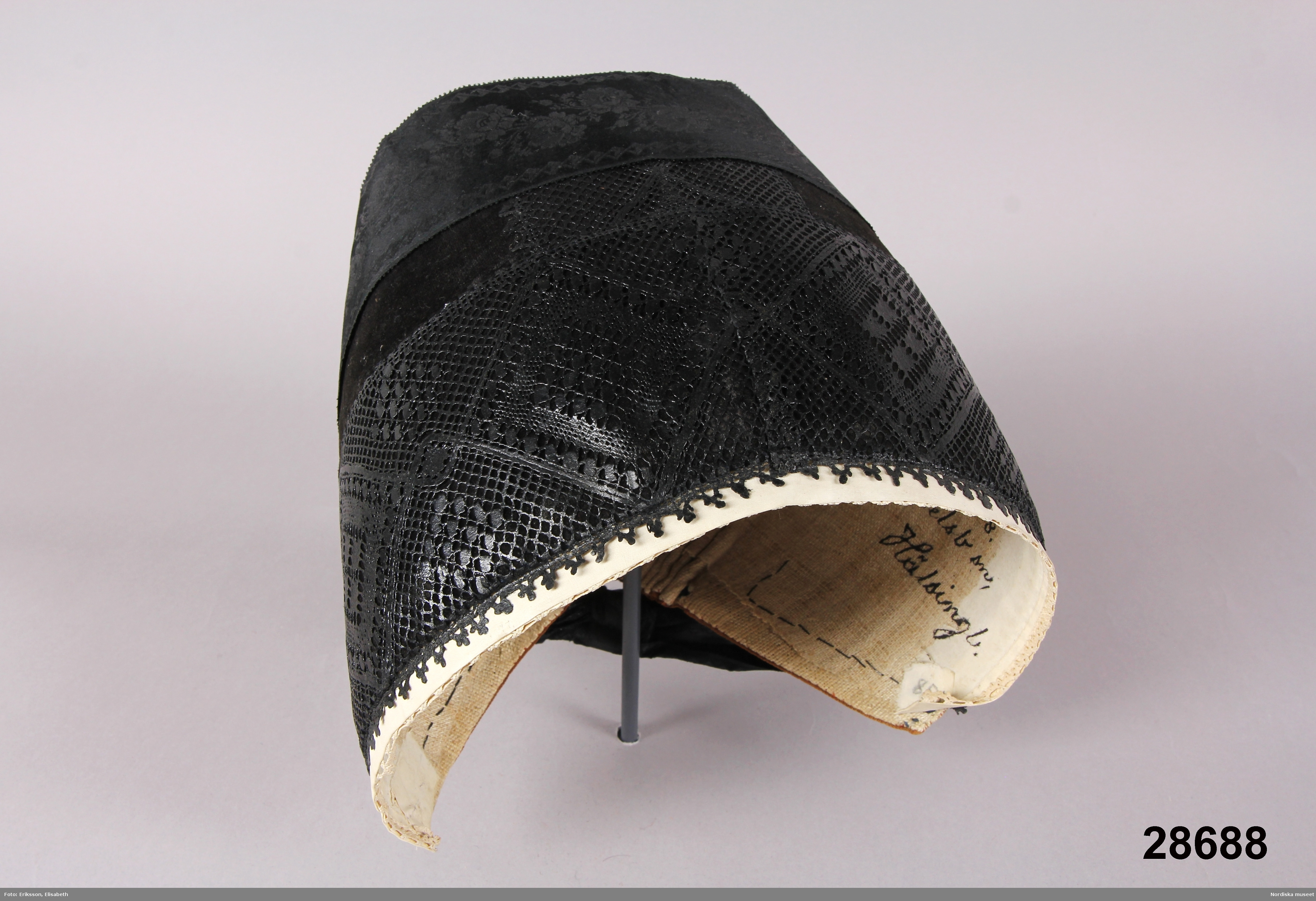
Svartluva. Införskaffad av Nordiska museet 1880.

## Bilder

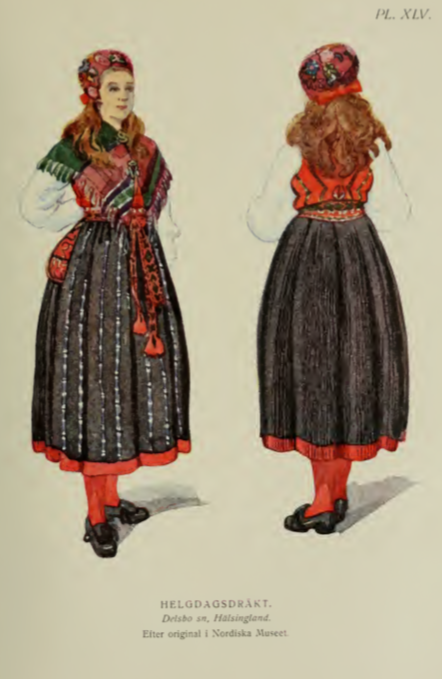
Kvinna i Delsbodräkt (helgdagsdräkt).
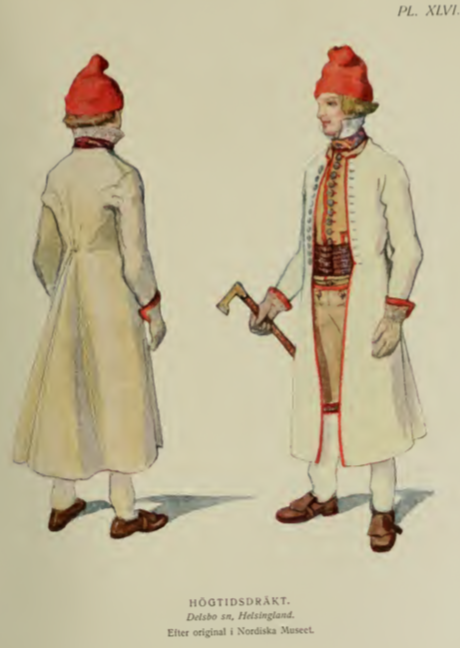
Man i Delsbodräkt (högtidsdräkt)
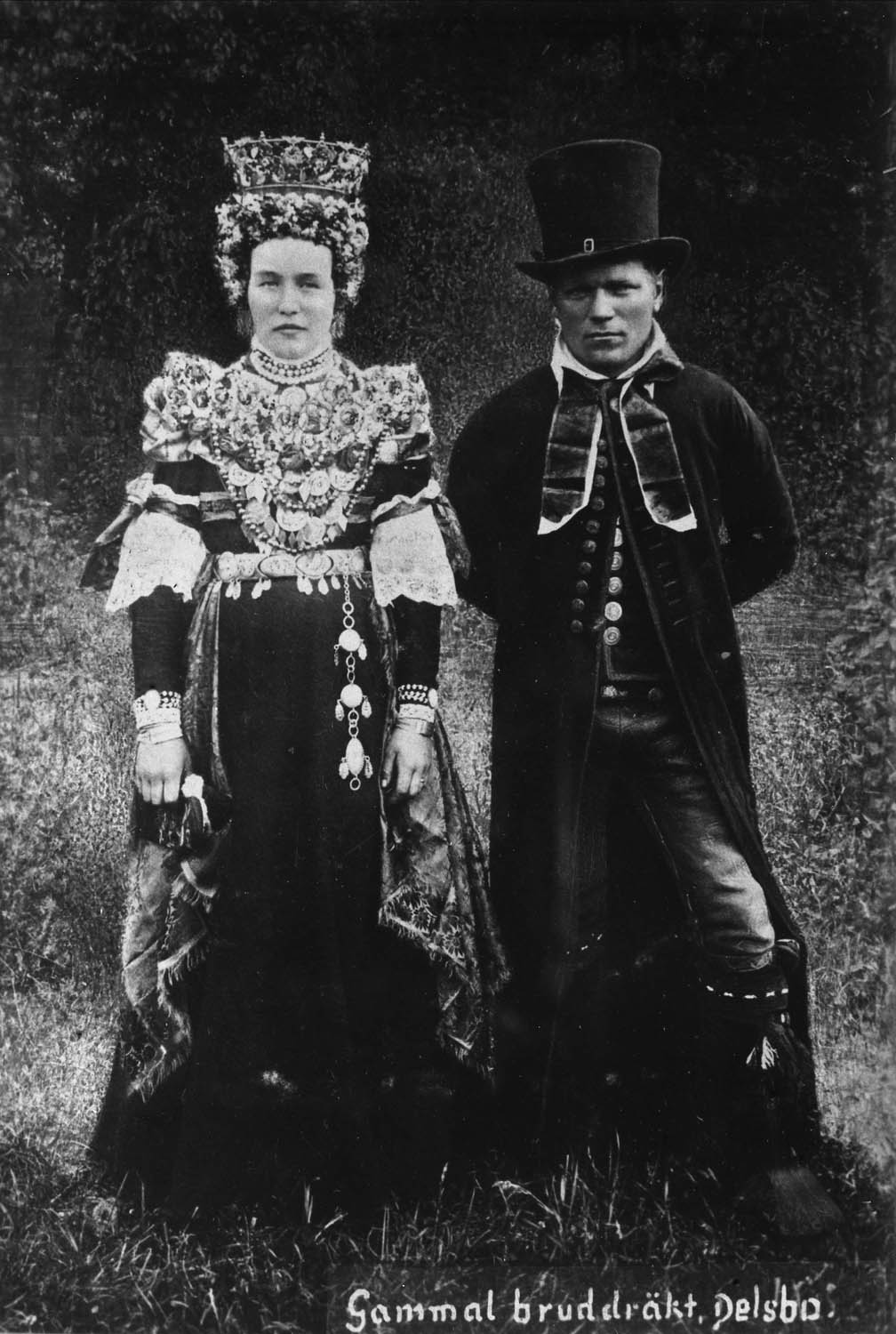
Bröllop. Brudpar från Delsbo, Hälsingland - Nordiska Museet - NMA.0029095
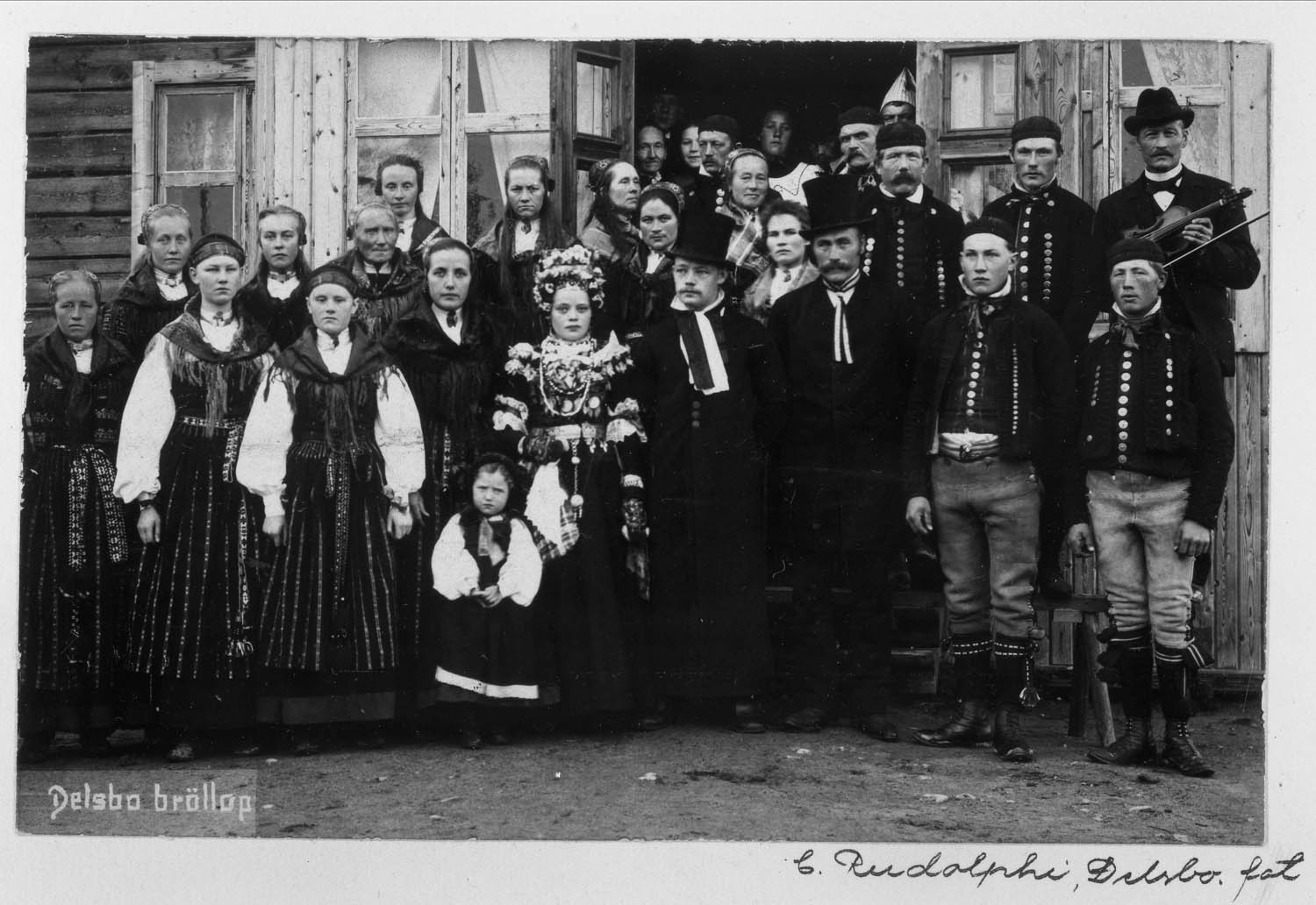
Bröllop i Delsbo, Hälsingland. Gruppbild med brudparet stående i mitten - Nordiska Museet - NMA.0043096
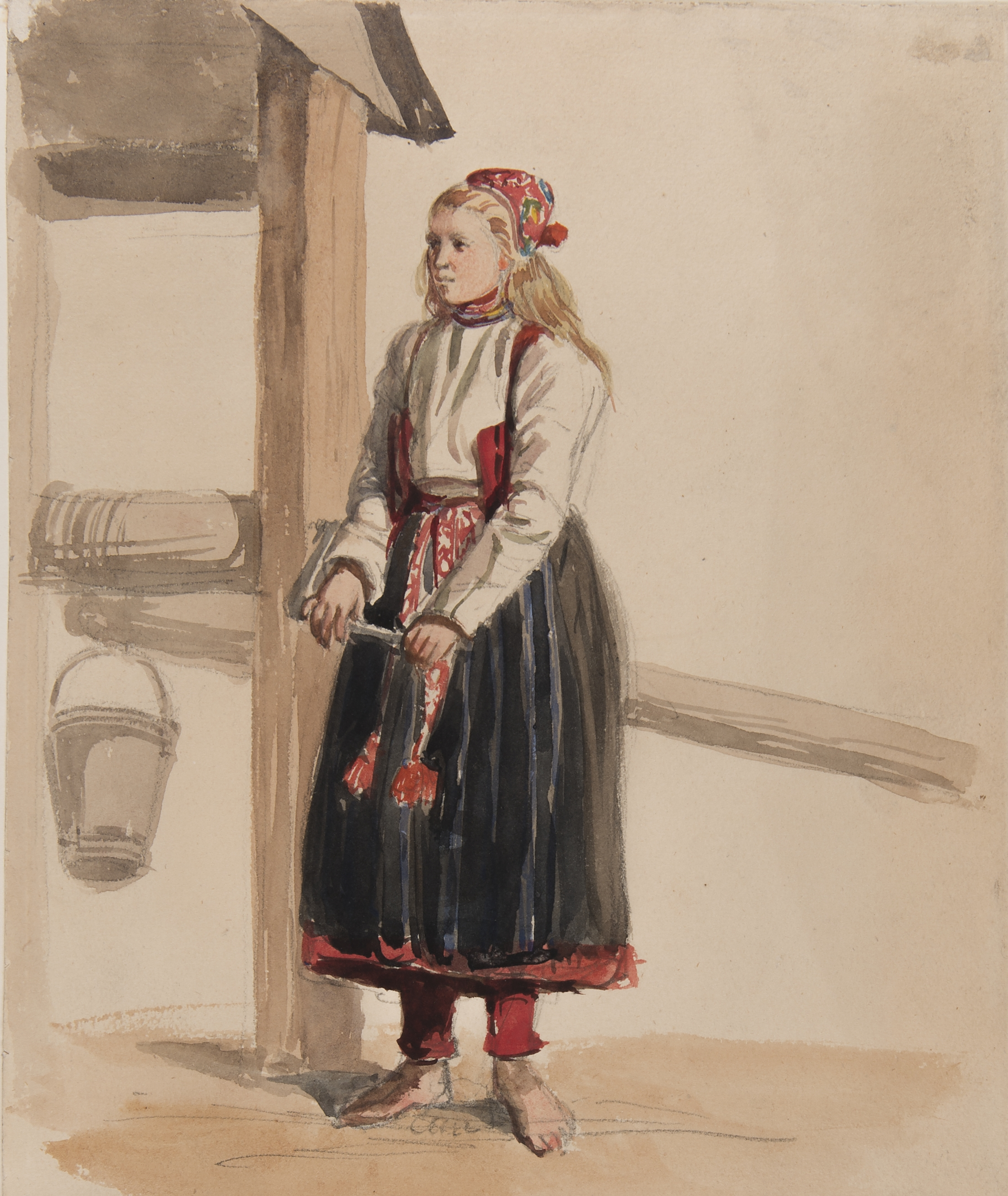
Ung kvinna i vardagsdräkt vid en brunn, Delsbo, 1840. Akvarell av J.W. Wallander - Nordiska museet - NMA.0070069 (1)
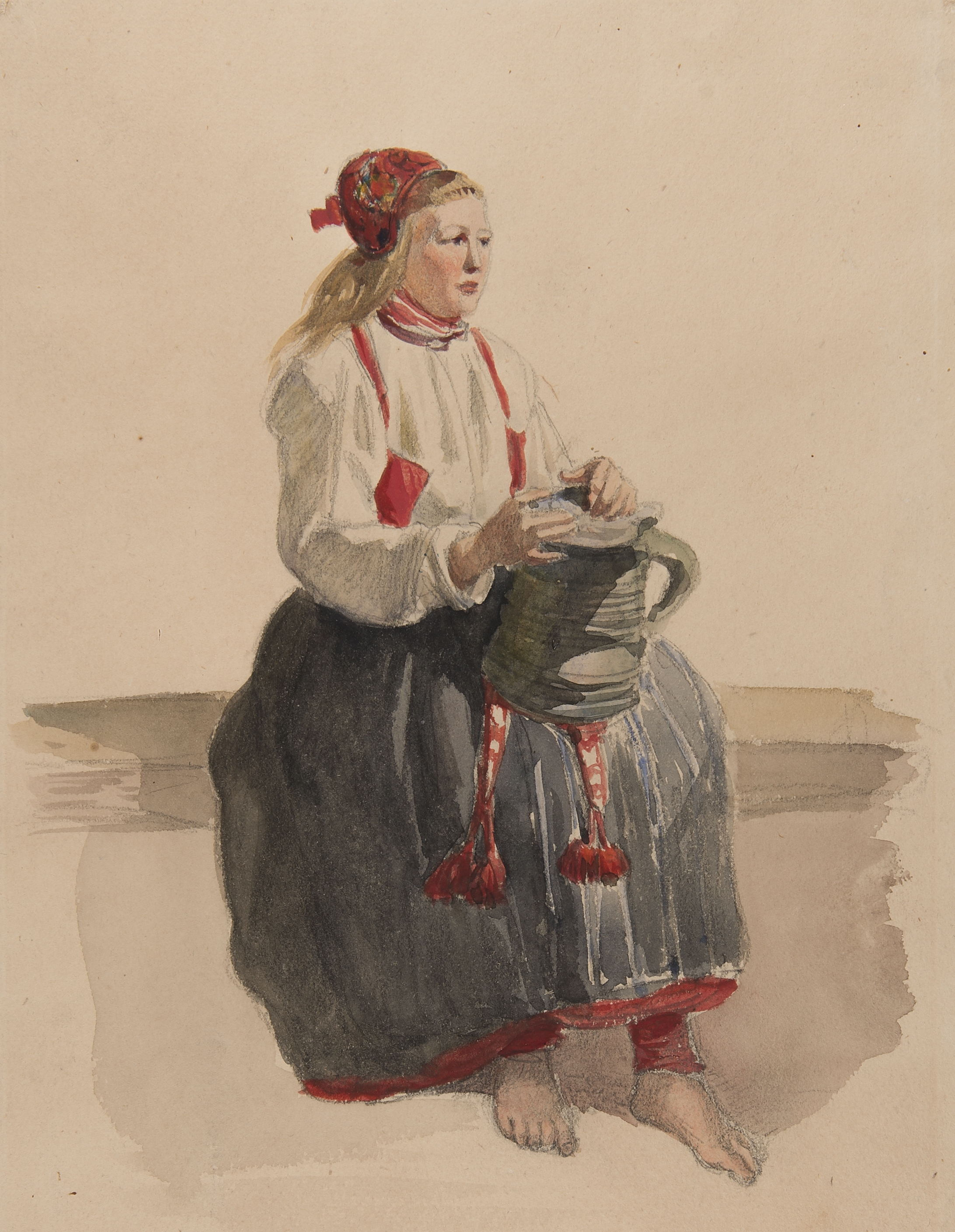
Ung kvinna i dräkt sittande i helfigur Akvarell av J.W. Wallander - Nordiska museet - NMA.0070070 (1)
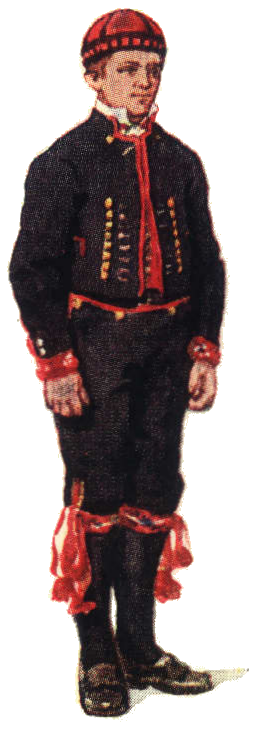
Folkdräkt, Delsbo socken, man, Nordisk familjebok

## Ritningar

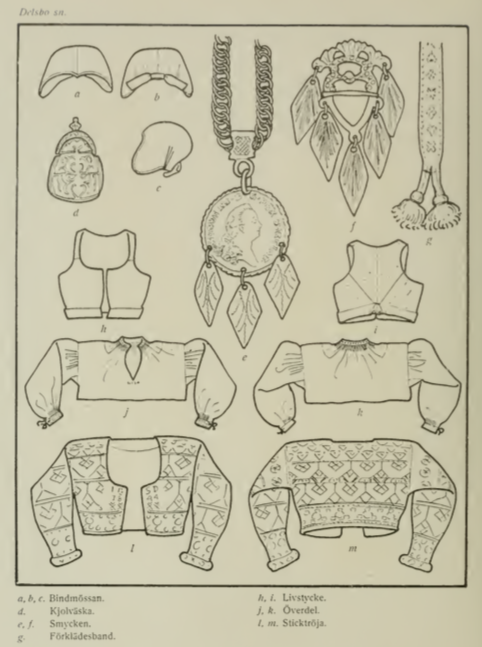
Ritning av kvinnlig Delsbodräkt (helgdagsdräkt)
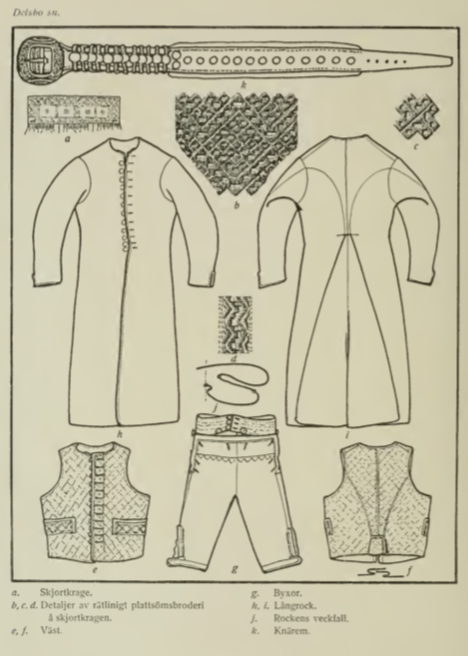
Ritning av manlig Delsbodräkt